# Conus floridus
Espèce
Conus floridus est une espèce de mollusques gastéropodes marins de la famille des Conidae.
Comme toutes les espèces du genre Conus, ces escargots sont prédateurs et venimeux. Ils sont capables de « piquer » les humains et doivent donc être manipulés avec précaution, voire pas du tout.

## Taxonomie

### Publication originale
L'espèce Conus floridus a été décrite pour la première fois en 1858 par le naturaliste, illustrateur et conchyliologiste britannique George Brettingham Sowerby II (1812-1884) dans la publication intitulée « Monograph of the genus Conus »,.

### Synonymes
- Conus (Pionoconus) floridus G. B. Sowerby II, 1858 · appellation alternative
- Conus chusaki da Motta, 1978 · non accepté

## Identifiants taxonomiques
Chaque taxon catalogué par les bases de données biologiques et taxonomiques possède un identifiant qui permet d'établir un point de référence. Les identifiants de Conus floridus dans les principales bases sont les suivants :
CoL : 5ZY32 - GBIF : 5795777 - IRMNG : 10693412 - WoRMS : 429917